# Agrias transforma
Agrias transforma är en fjärilsart som beskrevs av Rebillard 1961. Agrias transforma ingår i släktet Agrias och familjen praktfjärilar. Inga underarter finns listade i Catalogue of Life.